# Estação Cúptchino
Cúptchino (em russo:  Купчино) é uma das estações terminais da linha Moskovsko-Petrogradskaia (Linha 2) do metro de São Petersburgo, na Rússia.